# Іванівка (Берестечківська міська громада)
Іва́нівка — село в Україні, у Берестечківській міській  громаді Луцького району Волинської області. Населення становить 186 осіб.

## Географія
Село розташоване на правому березі річки Липи.

## Історія
У 1906 році фільварок Янівка Берестецької волості Дубенського повіту Волинської губернії. Відстань від повітового міста складала 65 верст, від волості 10. Дворів 1, мешканців 8.
12 червня 2020 року, відповідно до розпорядження Кабінету Міністрів України № 708-р «Про визначення адміністративних центрів та затвердження територій територіальних громад Волинської області», село увійшло у склад Берестечківської міської громади.
19 липня 2020 року, в результаті адміністративно-територіальної реформи та ліквідації Горохівського району, село увійшло до складу Луцького району.

## Населення
Згідно з переписом УРСР 1989 року чисельність наявного населення села становила 168 осіб, з яких 81 чоловік та 87 жінок.
За переписом населення України 2001 року в селі мешкали 184 особи. 100 % населення вказало своєю рідною мовою українську мову.